# SK Slavia Praga (femení)
El Slavia Praga femení és la secció femenina del Slavia Praga, un club de futbol de Praga. Juga a la Primera Divisió txeca, i és el segon equip més llaureat del campionat després del Sparta Praga. Ha jogat la Lliga de Campions en quatre ocasions, i al 2016 va arribar als quarts de final.

## Palmarès
- 2 Lligues de Txecoslovàquia:
  - 91/92 - 92/93
- 16 Lligues de Txèquia: 
  - 69/70 - 70/71 - 71/72 - 73/74 - 74/75 - 78/79 - 82/83 - 86/87 - 87/88 - 91/92 - 92/93 - 02/03 - 03/04 - 13/14 - 14/15 - 15/16
- 2 Copes de Txèquia
  - 13/14 - 15/16

| Edició |               | 1ª Fase previa ¹ | 2ª Fase previa ¹ | Quarts de final | Semifinals | Final |
| ------ | ------------- | ---------------- | ---------------- | --------------- | ---------- | ----- |
| 03/04  |               |                  | Umeå IK          |                 |            |       |
| Edició | Fase previa ¹ | Setzens de final | Vuitens de final | Quarts de final | Semifinals | Final |
| 14/15  |               | FC Barcelona     |                  |                 |            |       |
| 15/16  |               | Brøndby IF       | Zvezda Perm      | Olympique Lió   |            |       |
| 16/17  |               | Apollon Limassol |                  |                 |            |       |